# Heavy Trip (film)
Heavy Trip (Fins: Hevi reissu) is een Finse komedie uit 2018, geregisseerd door Juuso Laatio en Jukka Vidgren. De film gaat over Turo, zanger van de onbekende band Impaled Rektum, die zijn angsten moet overwinnen om de band op het grootste metalfestival van Noorwegen te laten optreden. Het is de eerste Finse komedie die werd vertoond op SXSW.
Een direct vervolg op de film verscheen in 2024 onder de titel Heavier Trip.

## Verhaal
Turo woont in een klein dorpje in Finland waar hij met zijn vrienden in een death-metalband speelt. Na twaalf jaar oefenen hebben ze nog altijd niet opgetreden. Een toevallige ontmoeting met de organisator van het grootste heavy-metalfestival in Noorwegen motiveert de mannen om tot het uiterste te gaan om daar hun eerste optreden te verzorgen.

## Rolverdeling
- Johannes Holopainen als Turo Moilanen
- Samuli Jaskio als Lotvonen
- Max Ovaska als Pasi
- Antti Heikkinen als Jynkky
- Minka Kuustonen als Miia
- Ville Tiihonen als Jouni
- Chike Ohanwe als Oula
- Rune Temte als Frank

## Productie
De film werd gemaakt voor een internationaal publiek. De muziek van Impaled Rektum werd gecomponeerd door Mika Lammassaari, gitarist van de melodieuze-deathmetalband Mors Subita.

## Uitgave en ontvangst
Heavy Trip werd in de herfst van 2018 beperkt uitgebracht. In 2019 bereikte de film een breder publiek door de uitgave via Amazon Prime. Op 11 november 2018 werd de film de winnaar van de publieksprijs op de 39ste editie van het Noordelijk Film Festival in Leeuwarden. Twee dagen later verscheen de film op dvd. Op 27 april 2021 verscheen een gelimiteerde uitgave op blu-ray. Op 25 mei 2021 volgde een algemene uitgave op blu-ray.
De film werd goed ontvangen door critici en het publiek. Op Metacritic kreeg Heavy Trip een geaggregeerde score van 72 wat overeenkomt met generally favorable reviews. Op Rotten Tomatoes bedroeg de geaggregeerde score 94% wat overeenkomt met fresh.